# 二式小型輸送滑空機
前田 二式小型輸送滑空機
- 用途：輸送機
- 分類：軍用グライダー
- 設計者：前田建一
- 製造者：前田航研工業、日本国際航空工業
- 運用者：大日本帝国陸軍
- 初飛行：1941年9月1日
- 生産数：約100機
- 運用状況：退役

二式小型輸送滑空機（にしきこがたゆそうかっくうき）は、大日本帝国陸軍の兵員輸送用滑空機。前田航研工業により製造された。試作名称は「ク1」。

## 歴史
日本陸軍は以前から滑空機の研究を行っていたが、日中戦争（支那事変）が勃発すると、それを不急のものとして中止していた。しかし、1940年（昭和15年）5月にドイツがベルギーのエバン・エマール要塞にグライダーを着陸させ、要塞陥落の端緒を作った。これは滑空機を兵員輸送用に使用した最初の例だった。日本陸軍は欧州戦場における兵員輸送用滑空機の活躍に着目し、滑空機の研究を再開し、兵員輸送用の「ク1」や戦車輸送用の「ク6」の試作を企業に命じた。
これを受けた前田航研は、前田建一所長を設計主務者として1940年5月に社内名称「前田2600型」の設計を開始し、翌1941年（昭和16年）9月1日に初飛行。1942年（昭和17年）8月、「二式小型輸送滑空機」として制式化され、第一挺進団滑空班に配備された。1943年（昭和18年）になると、西筑波飛行場の滑空飛行第一戦隊などで輸送用滑空機の操縦訓練に用いられた。
1944年（昭和19年）、レイテ決戦にあたって二式小型輸送滑空機をもって滑空第一連隊が編成されたが、運んでいた輸送船が沖縄東方海上で敵潜水艦に撃沈されて人員と器材を失い、実戦には使用されなかった。

## 特徴
機体は双胴形式で、木製骨組みに合板および羽布張り。兵員6 - 8名を搭乗させることが可能。離陸には引込式の双車輪を用いるが、着陸時には車輪を収納した状態で胴体下の橇を用いる。曳航機は九九式軍偵察機。
生産は製造元の前田航研のほかに日本国際航空工業でも行われ、約100機が生産された。量産された「ク1I」のほかに胴体形状を変更した「ク1II」とその改良型の「ク1III」が存在したが、どちらも試作に終わっている。

## 諸元
- 乗員：2名[4][1]
- 積載量：兵員 8名[4]、もしくは6名[1]
- 全長：9.36 m (30.7 feet)[4]
- 全幅：17.0 m (56 feet)[4]
- 全高：1.7 m[4]
- 翼面積：30.0 m2 (324 feet2)[4]
- 自重：420 kg[4]
- 搭載量：600 kg[4]
- 全備重量：1,020 kg[4]
- 最良滑空速度：80 km/h[4]
- 曳航速度：150 - 200 km/h[4]